# Gardon d’Anduze
Gardon d’Anduze – rzeka we Francji, przepływająca przez teren departamentu Gard, o długości 16 km. Łączy się z Gardon d’Alès, tworząc rzekę Gardon.